# Bachelor No. 2 or, the Last Remains of the Dodo
Bachelor No. 2 or, the Last Remains of the Dodo (noto anche semplicemente come Bachelor No. 2) è il terzo album in studio della cantautrice statunitense Aimee Mann, pubblicato il 2 maggio 2000 dalla SuperEgo Records e V2 Records.

## Accoglienza
| Recensione           | Giudizio |
| -------------------- | -------- |
| AllMusic             |          |
| Entertainment Weekly | A-       |
| Rolling Stone        |          |

Bachelor No. 2 or, the Last Remains of the Dodo ha ottenuto il plauso da parte dei critici musicali. Su Metacritic, sito che assegna un punteggio normalizzato su 100 in base a critiche selezionate, l'album ha ottenuto un punteggio medio di 89 basato su tredici recensioni.

## Tracce
Edizione statunitense
Testi e musiche di Aimee Mann eccetto dove indicato.
1. How Am I Different – 5:03 (Jon Brion, Aimee Mann)
2. Nothing Is Good Enough – 3:10
3. Red Vines – 3:44
4. The Fall of the World's Own Optimist – 3:06 (Elvis Costello, Aimee Mann)
5. Satellite – 4:10
6. Deathly – 5:37
7. Ghost World – 3:30
8. Calling It Quits – 4:09
9. Driving Sideways – 3:49 (Michael Lockwood, Aimee Mann)
10. Just Like Anyone – 1:22
11. Susan – 3:51
12. It Takes All Kinds – 4:06 (Jon Brion, Aimee Mann)
13. You Do – 3:43

Traccia aggiunta nella versione giapponese
1. Save Me – 4:35

Edizione europea
1. How Am I Different – 5:03 (Jon Brion, Aimee Mann)
2. Nothing Is Good Enough – 3:10
3. Red Vines – 3:44
4. The Fall of the World's Own Optimist – 3:06 (Elvis Costello, Aimee Mann)
5. Satellite – 4:10
6. Deathly – 5:37
7. Ghost World – 3:30
8. Calling It Quits – 4:09
9. Susan – 3:51
10. Backfire – 3:25
11. It Takes All Kinds – 4:06 (Jon Brion, Aimee Mann)
12. Save Me – 4:35
13. Just Like Anyone – 1:22
14. You Do – 3:43

## Classifiche
| Classifica (2000) | Posizione massima |
| ----------------- | ----------------- |
| Germania          | 44                |
| Paesi Bassi       | 87                |
| Stati Uniti       | 134               |
| Svezia            | 30                |